# Antoine Terrasse
Pour les articles homonymes, voir Terrasse.
Antoine Terrasse est un critique et historien d'art spécialiste du mouvement des nabis et du post-impressionnisme, né le 22 octobre 1928 et mort le 20 décembre 2013.

## Biographie
Antoine Terrasse est le petit-neveu du peintre Pierre Bonnard, le petit-fils du compositeur Claude Terrasse, le fils de l'historien d'art Charles Terrasse et le frère jumeau du peintre Michel Terrasse.
Après ses études secondaires, il part contraint au service militaire, dont il exècre le bellicisme ; anticonformiste et se refusant à toute obéissance hiérarchique, il est rapidement réformé et doit choisir entre prison et hôpital psychatrique. Il opte pour la deuxième solution. Pendant les quelques semaines qu'il y passe, il partage sa cellule avec un autre jeune réformé du service qui lui confie vouloir devenir cinéaste et adapter Les Liaisons dangereuses, de Laclos. C'est François Truffaut. Ils engagent par la suite une brève correspondance. À sa sortie, et donc libéré précocement de la conscription, il revient à Paris et intègre Sciences-Po. Un concours de dessin de mode sur tissus lancé par une grande maison italienne précipite sa carrière. Il le remporte et abandonne ses études pour se consacrer au dessin sur soie. Il travaille d'abord en Italie, pour Balenciaga, puis en France où il dessine pour Lanvin, Balmain, Jean Dessès, Pétillault ou Bianchini Ferrier. Il réalise le tissu de la robe que porte Grace Kelly lors de sa rencontre avec le prince Rainier en 1955.

En 1964, l'éditeur Skira lui commande une monographie sur Pierre Bonnard. Cet ouvrage marque le début de la carrière d'historien d'art qu'il poursuivra toute sa vie. Ses écrits portent principalement sur les peintres Pierre Bonnard, Édouard Vuillard, Maurice Denis, Edgar Degas et Paul Cézanne, sur l'École de Pont-Aven et les Nabis. 

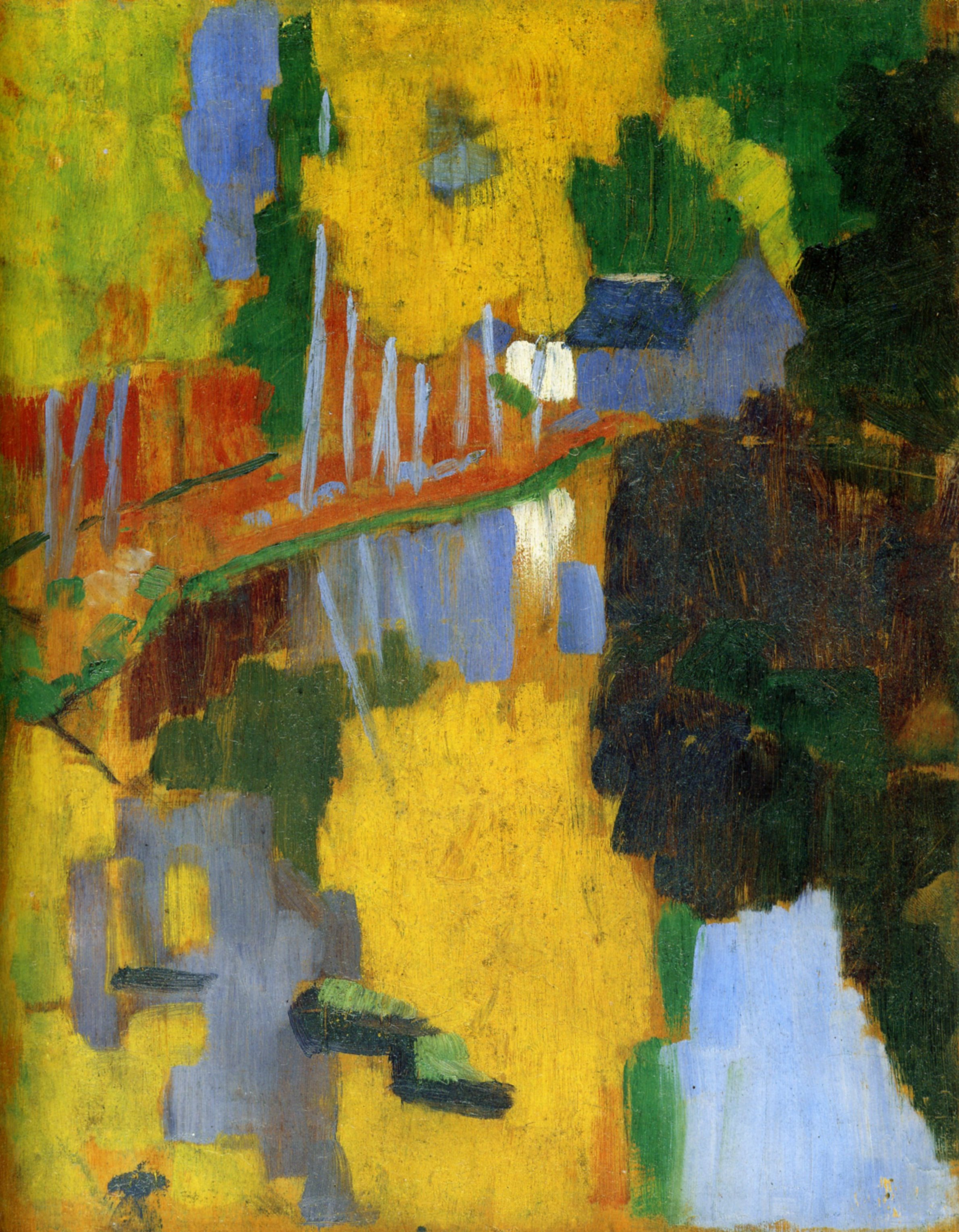
Paul Serusier, Le talisman

Il a contribué à de nombreuses publications de la Nouvelle Revue française notamment sur la peinture romantique anglaise, les Préraphaélites, les Impressionnistes, Camille Corot, Georges Braque, Kitagawa Utamaro, Chaim Soutine, André Malraux, Paul Valéry, Árpád Szenes ou Jean Grenier.
Il a participé à l'élaboration de nombreuses expositions en France et à l'étranger, dont les expositions Bonnard de l'Orangerie des Tuileries du 13 janvier au 17 avril 1967, de Tokyo en 1968 et de New York en 1969, les expositions Bonnard au Centre Pompidou en 1984  et Bonnard. L’œuvre d'art, un arrêt du temps au Musée d'art moderne de la ville de Paris du 2 février au 7 mai 2006.
Selon l'écrivain Alain Lévêque : « Les monographies de Bonnard écrites par Antoine Terrasse, ses travaux portant sur d'autres peintres, mouvements ou écoles, sa collaboration aux expositions d'oeuvres de Bonnard ont joué un rôle fondamental dans cette réévaluation [de Bonnard], cette relecture qui continue aujourd'hui, va s'étendant et se diversifiant depuis que l'on a pris les dimensions d'une oeuvre de génie. »
Selon Marion Gayno : « Antoine Terrasse était un homme intègre, soucieux d'avoir un oeil impartial sur l'oeuvre et la vie de son grand-oncle. Il était devenu le spécialiste incontesté de Bonnard, celui auquel on s'adressait pour l'authentification des oeuvres. »
Il a été adjoint au maire de Fontainebleau et président de la Caisse d'Allocations familiales de Seine-et-Marne.

## Ouvrages

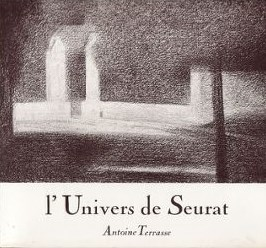
Antoine Terrasse, L'univers De Seurat, Les Carnets De Dessins.

- Bonnard. Étude biographique et critique, Skira, 1964.
- Lili Boulanger : exposition Paris, Bibliothèque Nationale, 8-22 mars 1968, en collaboration avec Elisabeth Lebeau, Bibliothèque Nationale, 1968.
- Denis intimités, Rythmes et couleurs, 1970.
- Paul Delvaux, Skira, 1972.
- L'Univers de Théodore Rousseau, Scrépel Henri, 1976.
- L'Univers de Seurat - Les Carnets de dessins, Diffusion Weber 1976.
- L'univers de Vieira Da Silva, Henri Scrépel, 1977.
- 123 dessins de Nicolas de Staël, Galerie Jeanne Bucher, 1979.
- Degas et la photographie, Denoël, 1983.
- Les Impressionnistes. Histoire universelle de la peinture, Diff. Interlivres, 1986 avec Jean Baudry et Raymond Cogniat
- De Cézanne à Matisse, Famot, 1986.
- Francoise Heilbrunn et Philippe Neagu, Pierre Bonnard Photographe. 270 en noir et 16 en quatre couleurs, 1987, préface d'Antoine Terrasse.
- Malraux, ouvrage collectif illustré par Raymond Moretti, préfacé par Jacques Chaban-Delmas, éditions A et G Israël, 1988.
- Bonnard, Gallimard, 1988.
- Bonnard illustrateur, catalogue raisonné, Adam Biro, 1988.
- Correspondance Bonnard Matisse, préfacée par Jean Clair, Gallimard, 1991.
- Pont-Aven. L’École Buissonnière, Gallimard, coll. « Découvertes Gallimard / Arts » (no 173), 1993.
- Dans l'intimité de Degas, Paris, Arthaud, 1993.
- Les Nabis, avec Claire Frèches-Thory, Flammarion, 1993.
- Le voyage s'affiche, Hachette, 1994.
- Les aquarelles de Cézanne, Flammarion, 1997
- Bonnard. La couleur agit, Gallimard, coll. « Découvertes Gallimard / Arts » (no 376), 1999.
- Maurice Denis, La Bibliothèque des Arts, coll. Polychrome, 2001
- Correspondance Bonnard - Vuillard, Gallimard, 2001.
- L'Aventure de Pont-Aven et Gauguin, avec Mary Anne A. Stevens et André Cariou. Skira, 2001.
- Hommage à Estève : Œuvres sur papier, aquarelles, dessins et collages, Galerie Claude Bernard, 2002 avec François Chapon.
- Mallarmé et la dernière mode : musée départemental Stéphane Mallarmé, exposition Vulaines-Sur-Seine, 15 juin - 14 septembre 2003, Musée départemental Stéphane Mallarmé, 2003.
- Le théâtre de l'œuvre 1893-1900 :  Naissance du théâtre moderne, 5 Continents, 2005 avec Serge Lemoine, I. Cahn et Guy Cogeval.
- Les sculptures de Bonnard avec Anne Pingeot, Éditions du Musée d'Orsay, 2006.